# Bolitoglossa subpalmata
Bolitoglossa subpalmata é uma espécie de anfíbio caudado pertencente à família Plethodontidae, sub-família Plethodontinae.